# Édouard Michelin
Édouard Michelin (Clermont-Ferrand, 13 de agosto de 1963 – perto da Ilha de Sein, 26 de maio de 2006) foi um engenheiro francês e CEO do grupo Michelin.
Morreu afogado em 26 de Maio de 2006 no naufrágio de um barco de pesca nas proximidades da ilha de Sein.